# Catecolamina
Le catecolamine (o catecolammine) sono composti chimici derivanti dall'amminoacido tirosina. Alcune di esse sono ammine biogeniche. Le catecolamine sono idrosolubili e sono legate per il 50% alle proteine del plasma, cosicché circolano nel sangue. Le catecolamine più importanti sono l'adrenalina (epinefrina) e la noradrenalina (norepinefrina), che derivano dalla dopamina, la quale è prodotta a partire dalla tirosina. Le catecolamine come ormoni sono rilasciate dalle ghiandole surrenali (midollo surrenale) in situazioni di stress come stress psicologico o cali di glicemia. Le catecolammine sono caratterizzate da un gruppo amminico e dalla presenza di un anello fenolico del tipo catecolo (diidrossibenzene) e sono sintetizzate nel cervello, nelle terminazioni sinaptiche in ruolo di neurotrasmettitori.
Alcuni esempi di catecolamine:

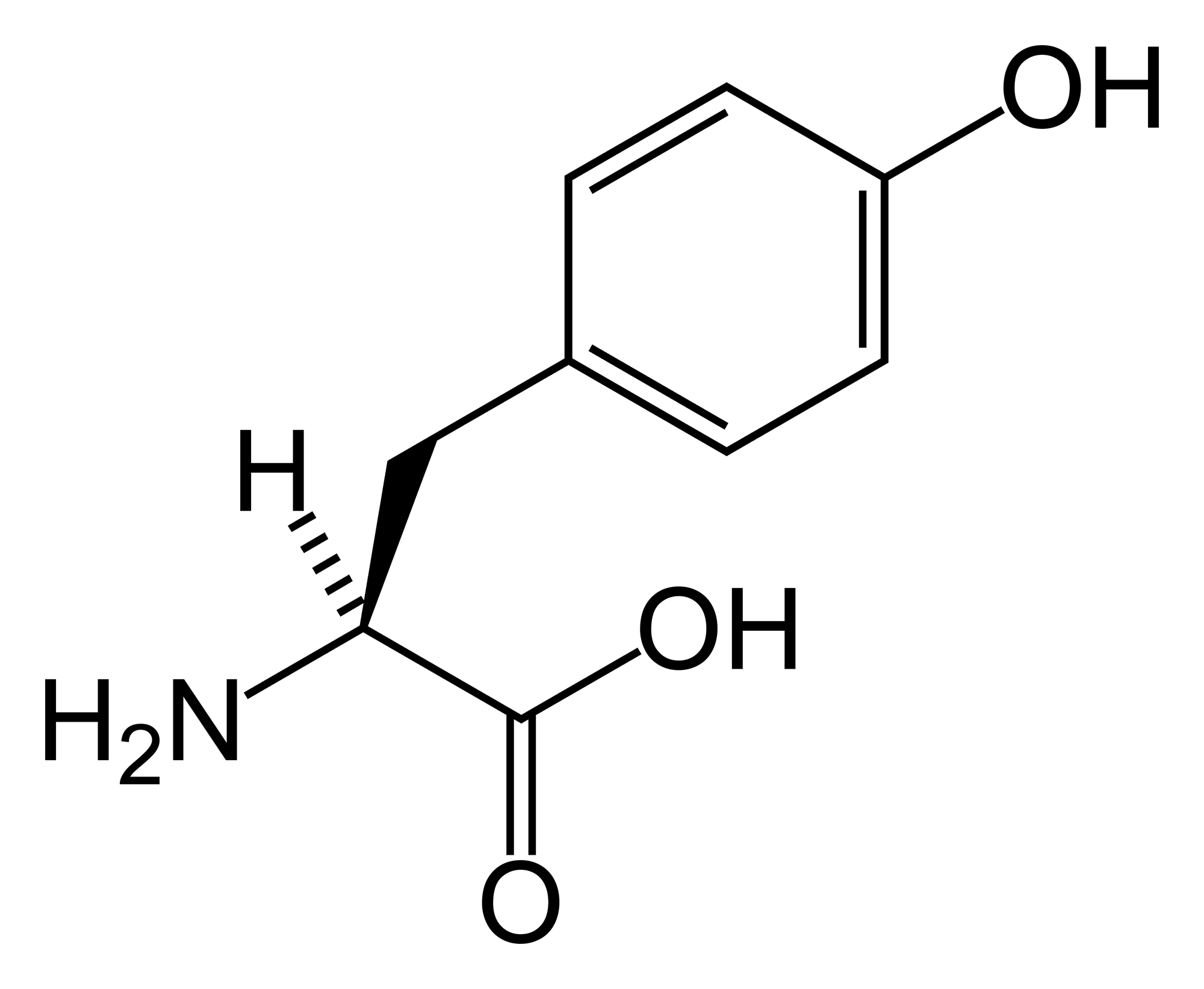
La tirosina, il capostipite delle catecolammine.
L'adrenalina.
La noradrenalina.
La dopamina.

## Produzione
Sono principalmente prodotte dalle cellule cromaffini della midollare del surrene e dalle fibre postgangliari del sistema nervoso simpatico. La dopamina, che agisce come neurotrasmettitore nel sistema nervoso centrale, è largamente prodotta nei corpi delle cellule neuronali della substantia nigra e dell'area tegmentale ventrale.

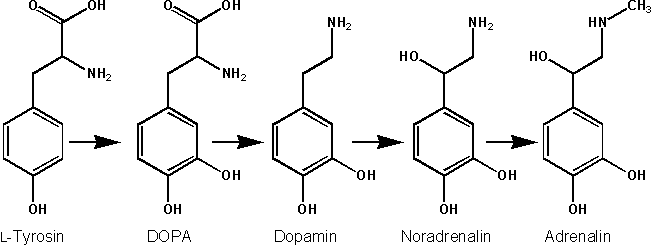
Sintesi dell'adrenalina

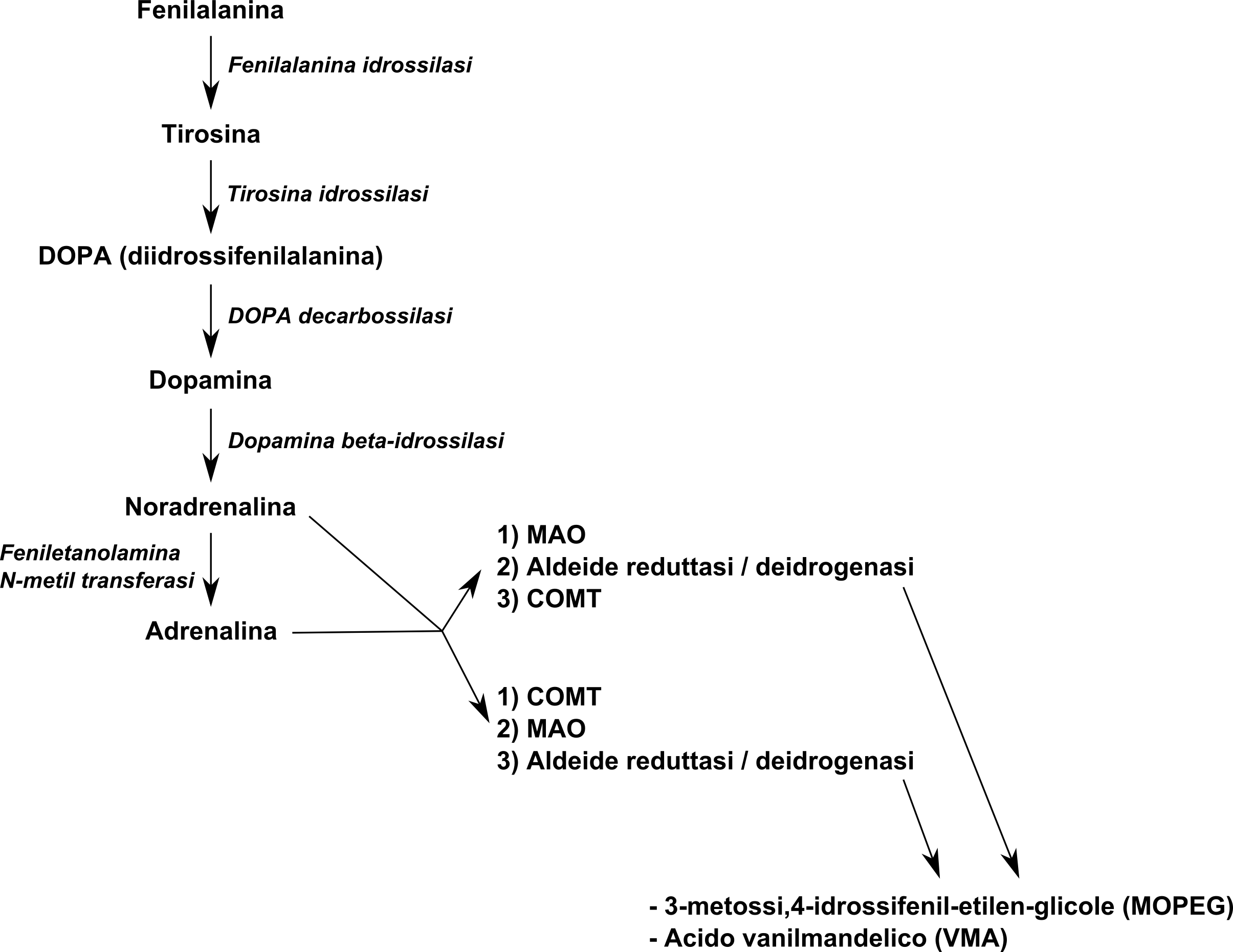
Biosintesi e catabolismo delle catecolamine

## Funzione

### Modalità
Nell'uomo esse sono localizzate soprattutto nella parte midollare del surrene (dove prevale l'adrenalina), nelle terminazioni periferiche del sistema nervoso simpatico (dove prevale la noradrenalina) e nel sistema nervoso centrale (dove prevalgono la dopamina e la noradrenalina).
Alti livelli di catecolamina nel sangue sono associati con lo stress, che può essere provocato da reazioni psicologiche o da elementi ambientali come livelli di suono elevati, luce intensa o bassi livelli di zucchero nel sangue.
Livelli estremamente alti di catecolamina (conosciuti anche come tossicità da catecolamina) possono verificarsi nei traumi del SNC a causa di stimolazione e/o danno dei nuclei nel tronco encefalico, in particolar modo quei nuclei che riguardano il sistema nervoso simpatico.  Nella medicina d'emergenza, questo avvenimento è conosciuto come ammasso di catecolamina.
Avendo una natura amminoacidica, non attraversano il doppio strato fosfolipidico della membrana plasmatica, dunque necessitano di recettori; la classe di recettori maggiormente usata è quella dei recettori con proteine G, in grado di trasmettere la trasduzione di segnale anche senza le code tirosin-chinasiche.

### Effetti
Le catecolamine causano cambiamenti fisiologici generali che preparano il corpo per un'attività fisica  (reazione di attacco o fuga). Alcuni effetti tipici sono aumenti del battito cardiaco, della pressione del sangue, dei livelli di glucosio nel sangue e una reazione generale del sistema nervoso simpatico. Alcuni farmaci, come il tolcapone (un inibitore centrale della Catecol-O-metiltrasferasi), alzano i livelli di tutte le catecolamine. Adrenalina e noradrenalina hanno lo stesso identico effetto, ovvero reagire verso il sistema nervoso simpatico, attivandolo, infatti da essi può derivare vasocostrizione e conseguente broncodilatazione. Vengono spesso usati (maggiormente l'adrenalina) in casi di shock e perdite di coscienza a causa di forti cali di pressione (causa endogena all'organismo → vaso dilatazione → ipotensione → shock → ADRENALINA → vasocostrizione e ripresa della normale tensione arteriale).

## Struttura
Le catecolamine hanno la netta struttura di un anello benzenico con due gruppi ossidrilici, una catena etilica intermedia e un gruppo aminico terminale.

## Degradazione
Hanno un'emivita di pochi minuti circa quando circolano nel sangue.
La monoamminossidasi (MAO) e le catecol-o-metiltransferasi (COMT) sono i due enzimi principali responsabili per la degradazione delle catecolamine. Le MAO si trovano nel fegato, rene e terminazioni nervose, mentre le COMT si trovano solo nel fegato e nel rene. I due enzimi catalizzano reazioni senza seguire una sequenza ordinata.
MAO trasforma il gruppo amminico in aldeidico.
COMT utilizza il donatore di metili SAM per metilare il gruppo ossidrilico in posizione C3.